# Pál Hermann
Pál Hermann   (Budapest, 27 de març de 1902 - Kaunas, 18 de maig de 1944) també conegut com Pál Hermann, va ser un violoncel·lista i compositor virtuós.

## Carrera
Hermann provenia d'una família jueva. Sobre la seva primera infància no queda res més que una anècdota: només estava preparat per estudiar per a les seves lliçons de piano si per cada estudi que preparava rebria un cèntim. Va estudiar a l'Acadèmia de Música Franz Liszt del 1915 al 1919 i va desenvolupar relacions estretes, tant musicals com personals, amb els seus professors de composició Béla Bartók i Zoltán Kodály, el violinista Zoltán Székely, i els pianistes Géza Frid i Lili Kraus. A l'Acadèmia de Música Franz Liszt va estudiar violoncel amb Adolf Schiffer i composició, primer amb Leo Weiner, que també va ser el seu professor de música de cambra. Ja durant els seus estudis, Hermann era un intèrpret freqüent dins i fora de l'Acadèmia Liszt. Va començar la seva carrera internacional de violoncel a l'edat de 16 anys, tocant com a solista a llocs de música a Europa. Hermann va considerar que no calia acabar els seus estudis a l'Acadèmia Liszt.
Entre les obres, Hermann va estrenar o va donar notables primeres actuacions com a violoncel·lista virtuós durant la dècada de 1920: la sonata per a violoncel de Frank Bridge el 1927 amb Harry Isaacs, i la sonata per a violoncel solista d'Arnold Schoenberg.
Hermann va ensenyar violoncel i composició a la "Musikschule Paul Hindemith Neukölln" del 1929 al 1934. No obstant això, a mesura que el clima polític a Berlín va canviar, sobretot per als jueus, i es va tornar més amenaçador, va decidir traslladar-se primer a Brussel·les del 1934 al 1937, i més tard a París del 1937 al 1939, i després al sud de França. Va ser deportat sota el règim de la França de Vichy el febrer de 1944 de Tolosa al camp d'internament de Drancy i el 15 de maig de 1944 va ser enviat als estats bàltics amb el comboi Drancy 73 i no se'n va tornar a saber res.

## Vida personal
Durant els primers anys de la seva carrera, Hermann solia visitar Londres per fer recitals i concerts i després es quedaria a la residència familiar de Graaff-Bachiene, propietat de mecenes de les arts. Sobreviu una història sobre una d'aquestes estades. Hermann i el seu amic Szoltan Zekely havien entretingut una gran companyia de gent de la llar De Graaff a Londres el 1928, en el moment més àlgid de la seva parella musical, amb un recital a casa. Més tard aquella nit, Hermann havia estat el centre d'atenció durant la tarda després del concert i havia començat a ballar en broma amb el seu propi violoncel als braços. La gent va aplaudir i va continuar girant i ballant fins que va caure i el violoncel es va trencar. Per finalitzar la vetllada, el seu amfitrió, Jaap de Graaff, patró i protector de les arts, va decidir comprar un violoncel Gagliano per a Hermann i un violí Stradivarius per a Zekely.
En una visita a Holanda cap al 1929, Jaap de Graaff va suggerir que la seva neboda Ada Weevers, que vivia a Amersfoort, anés a veure Hermann actuar a Amsterdam i, quan es van conèixer, Ada i Hermann es van enamorar, malgrat les seves diferents cultures, nacionalitats i religions. La jove parella es va traslladar a Berlín el 1930 i van tenir una filla Corrie Hermann el 1932.
Ada va morir després d'un accident d'ofegament al mar del Nord. A mesura que el clima polític a Berlín per als jueus era cada vegada més amenaçador, va decidir amagar la seva filla amb la seva cunyada no jueva als Països Baixos. Hermann va passar a treballar a Brussel·les entre 1934-1937 i a París entre 1937-1939, amb un nom fals, i es va traslladar al sud de França, on va ser amagat en una masia prop de Tolosa de la branca francesa de la família Weevers, on va compondre tres melodies per a veu i piano (Ophélie, La Centure, Dormeuse) i una sonata per a violí i violoncel. La composició dOphélie, basada en el personatge de l'estimada Ofèlia del príncep Hamlet que s'ofega en un riu, pot haver estat inspirada pel tràgic ofegament de la dona d'Hermann amb, havent perdut la seva dona i lluny de la seva filla, i solia sortir de tant en tant a Tolosa per ensenyar i socialitzar, acceptant el risc de ser descobert.

## Mort
En una d'aquestes visites a Tolosa de Llenguadoc, va ser detingut durant una razzia al carrer i traslladat al camp de concentració de Drancy a la primavera de 1944, i després als Estats Bàltics amb el comboi Drancy 73 el 15 de maig de 1944, després de la qual cosa no es van veure més traces d'Hermann.
Els Prins Bernhard Cultuurfonds van crear els fons Paul Hermann a la memòria d'Hermann, que ofereixen beques a joves violoncel·listes prometedors de l'Acadèmia de Música Franz Liszt.

## Composicions
Paul Hermann va deixar un nombre reduït de composicions, que ara són de domini públic a Europa.
- Gran duo, per a violí i violoncel (1929–30)
- Duo per a violí i violoncel (1920, dedicat a Zoltán Székely)
- Trio de corda (1921)
- Toccata, per a piano (1936)
- Quatre epigrames, per a piano (1934)
- 'Tres melodies sobre textos d'Arthur Rimbaud i Paul Valéry, extracte de Charmes (1934–39) Ophélie, La Centure, Dormeuse

## Enregistraments
No se sap que hi hagués enregistraments d'Hermann com a artista, tot i que sovint interpretava recitals o com a músic de cambra amb el Quartet Hongarès, amb el violinista Zoltán Székely i altres. Dels seus concerts i enregistraments només en queden els programes. Hermann també es va escoltar a la ràdio, per exemple, Wireless World 1937 grava una transmissió de "Songs You Might Never Have Heard" amb Paul Hermann (violoncel) i John Ireland (piano).

## Enregistraments de composicions
- Paul Hermann Música prohibida a la Segona Guerra Mundial: Concert per a violoncel, gran duo per a violí i violoncel; Trio de corda; Trio de piano; Cançons; 4 epigrames; Allegro per a piano; Toccata per a piano; Suite per a piano. Interpretat per Clive Greensmith, Beth Nam, Burkhard Maiss, Bogdan Jianu, Hannah Strijbos, Andrei Banciu, amb la soprano Irene Maessen, DDD, (2CD) 2017.